# Fàtua
Una fàtua (de l'àrab فتوى, fatwà) és un pronunciament sobre dret islàmic (fiqh) que s'aplica als països musulmans en les consultes sobre matèries civils o religioses. Fer una fàtua es diu fatya o ifta; el que pronuncia les fàtues és el muftí i el que les demana és el mustafí.
La capacitat per emetre fàtues a l'Imperi Otomà corresponia al xaykh al-islam (turc: Şeyhülislam) o als cadis o xeics designats per ell. Abolida la funció el 1924, les fàtues de tipus religiós van passar als líders religiosos.